# Nikolai Fraiture
Nikolai Philippe Fraiture (født 13. november 1978 i New York City, USA) er bassisten i det amerikanske indie rock band, The Strokes.

## Diskografi
Solo
- The Time of the Assassins (2009)

Med Summer Moon
- With You Tonight (2017)

Med The Strokes
- Is This It (2001)
- Room on Fire (2003)
- First Impressions of Earth (2005)
- Angles (2011)
- Comedown Machine (2013)
- The New Abnormal (2020)